# Убивство священного оленя
«Убивство священного оленя» (англ. The Killing of a Sacred Deer) — копродукційний психологічний трилер 2017 року, поставлений режисером Йоргосом Лантімосом з Коліном Фарреллом та Ніколь Кідман у головних ролях. Фільм було відібрано для участі в основній конкурсній програмі 70-го Каннського міжнародного кінофестивалю (2017) у змаганні за Золоту пальмову гілку. В основу стрічки лягла антична трагедія Евріпіда «Іфігенія в Авліді».

## Сюжет
Успішний харизматичний кардіохірург Стівен (Колін Фаррелл) живе спокійним сімейним життям, аж доки не починає спілкуватися з підлітком Мартіном, батька якого невдало оперував Стівен. Проте, з часом дії хлопчика починають набувати дивного та лякаючого характеру, ідеальне життя Стівена стає нічним кошмаром у якому йому доведеться зробити дуже важкий вибір — пожертвувати кимось із сім'ї для відновлення рівноваги та збереження більшості членів сім'ї.

## У ролях
| • Колін Фаррелл        | … | Стівен Мерфі, хірург              |
| • Ніколь Кідман        | … | Анна Мерфі, дружина Стівена       |
| • Реффі Кессіді        | … | Кім Мерфі, донька Стівена та Анни |
| • Баррі Кіоган         | … | Мартін                            |
| • Алісія Сільверстоун  | … | мати Мартіна                      |
| • Білл Кемп            | … | Метью, анестезіолог               |
| • Санні Салджик        | … | Боб Мерфі, син Стівена та Анни    |
| • Аніта Фармер Бергман | … | медсестра                         |
| • Лея Гаттон Бейсмор   | … | гість на конференції              |

## Знімальна група
- Автор сценарію — Ефтіміс Філіппоу, Йоргос Лантімос
- Режисер-постановник — Йоргос Лантімос
- Продюсер — Ед Гуене, Йоргос Лантімос, Ендрю Лоу
- Співпродюсери — Вілл Грінфілд, Атілла Саліх Ючер
- Виконавчі продюсер — Нікі Геттінг, Сем Лавендер, Еміт Панд'я, Енн Шиен
- Оператор — Тіміос Бакатакіс
- Монтаж — Йоргос Мавопсарідіс
- Художник-постановник — Джейд Гілі
- Художник з костюмів — Ненсі Стейнер
- Художник-декоратор — Адам Вілліс

## Критика
Фільм отримав позитивні відгуки кінокритиків. На сайті Rotten Tomatoes фільм має рейтинг 79 % на основі 197 рецензій з середнім балом 7,7 з 10. На сайті Metacritic фільм має оцінку 73 зі 100 на основі 45 рецензій критиків, що відповідає статусу «в цілому позитивних відгуків».

## Нагороди та номінації
| Список нагород та номінацій         | Список нагород та номінацій | Список нагород та номінацій | Список нагород та номінацій         | Список нагород та номінацій | Список нагород та номінацій |
| Кінопремія                          | Дата церемонії              | Категорія                   | Номінант(и)                         | Результат                   | Дж                          |
| ----------------------------------- | --------------------------- | --------------------------- | ----------------------------------- | --------------------------- | --------------------------- |
| Каннський міжнародний кінофестиваль | 28.05.2017                  | Золота пальмова гілка       | Убивство священного оленя           | Номінація                   | [ 2 ]                       |
| Каннський міжнародний кінофестиваль | 28.05.2017                  | Приз за найкращий сценарій  | Йоргос Лантімос та Ефтіміс Філіппоу | Перемога                    | [ 7 ] [ 8 ]                 |
| Премія Європейської кіноакадемії    | 9.12.2017                   | Найкращий режисер           | Йоргос Лантімос                     | Номінація                   | [ 9 ]                       |
| Премія Європейської кіноакадемії    | 9.12.2017                   | Найкращий актор             | Колін Фаррелл                       | Номінація                   | [ 9 ]                       |
| Премія Європейської кіноакадемії    | 9.12.2017                   | Найкращий сценарист         | Ефтіміс Філіппоу та Йоргос Лантімос | Номінація                   | [ 9 ]                       |